# Guècadou Bawa Yorou
 (octobre 2022).
Guècadou Bawa Yorou Orou Guidou, née à N'Dali, est une ingénieure agronome et femme politique béninoise, ancienne ministre dans le gouvernement du président Boni Yayi.

## Biographie

### Enfance et formations
Guècadou Bawa Yorou est née à N'Dali. Elle est titulaire d'un diplôme d'agronomie générale et d'un diplôme d'ingénieur en économie agricole, avec une spécialité dans l'économie agroalimentaire et le développement en milieu rural.

### Carrière
Guècadou Bawa Yorou est, avant son entrée au gouvernement de Boni Yayi, cheffe de la division Intrants et appui aux organisations paysannes à la Société nationale pour la promotion agricole (Sonapra). Cette division faisant partie de la centrale de sécurisation des paiements et de recouvrement. Elle est responsable ferme expérimentale au CARDER atlantique. Elle est aussi cheffe service documentation de cette institution.
Après la victoire de Thomas Boni Yayi aux élections présidentielles de 2006, elle entre dans son gouvernement le 8 avril 2006 au poste de ministre de la Famille, de la Femme et de l'Enfant,,,,,,.